# 加地秀綱
加地 秀綱（かじ ひでつな、天文22年（1553年）? - 天正15年8月（1587年9月）は、戦国時代の武将。上杉氏の家臣。加地春綱の子。母は上杉謙信の姉なので、謙信の甥、上杉景勝の従兄弟にあたる。加地景綱の父。

## 略歴
加地氏は揚北衆佐々木党。
上杉謙信の姉の子で、謙信に従ってたびたび川中島の戦いに出陣して大功をたてた。謙信死後に起こった御館の乱では、上杉景虎についた。しかし、上杉景勝方の五十公野治長（後の新発田重家）と五十公野信宗に居城の加地城を急襲されて一旦は降伏した。
天正9年（1581年）、新発田重家の乱が起こると、これに加担してまたしても景勝に対抗した。景勝は新発田城攻撃に先立ち、天正15年（1587年）9月7日に加地城を攻め落とし、秀綱は戦死した。享年35。